# Romet 50 TS-1
Romet 50-TS-1 to wersja turystyczno-sportowa motoroweru Romet 50-T-1, produkowana w zakładach Romet w Bydgoszczy w 1975 roku. 
Modyfikacja w stosunku do pierwotnego modelu polegała na zamocowanym wysoko tłumiku, kolanku podobnym do motorynki, mniejszym bagażniku i prostej kierownicy. Jego produkcję rozpoczęto równolegle z Rometem 50-T-1.